# أعز ما يطلب (كتاب)
أعز ما يُطلب أو العقيدة  هو كتاب من القرن الثاني عشر يحتوي على تعاليم ابن تومرت، الذي نصّب نفسه مؤسسًا للحركة الموحدية. وفقًا لنص الكتاب نفسه، قام بتجميع الكتاب كاتب أملى عليه عبد المؤمن بن علي ملاحظاته من تعاليم ابن تومرت.

## المحتوى
يحتوي الكتاب على مجموعة متنوعة من الموضوعات والتعليقات والملخصات والمقالات التي تمثل مؤسسة الحركة الموحدية ابن تومرت. ويتناول الكتاب مواضيع الحديث، والفقه، وأصول الدين، والتوحيد، والسياسة، والجهاد، والدعوة إلى الإصلاح، الأمر بالمعروف والنهي عن المنكر.
استمد الموحدون اسمهم: المُوَحِّدون من أساس رسالة وتعاليم ابن تومرت وهو مفهوم التوحيد.

## طبعات
ترجم مارك من طليطلة كتاب العقيدة إلى اللاتينية في عام 606ه/ 1209م، بعد النجاحات العسكرية للحركة الموحدية في الأندلس، وخاصةً معركة الأرك.
درس المستشرق المجري إجناك جولد تسيهر الكتاب ونشر مقدمة لطبعة نُشرت في الجزائر المحتلة عام 1903.
تم الاحتفاظ بالنص الأصلي في نسختين من المخطوطات بتاريخ 579/1183 و 595/1199.